# Almàssera
Almàssera là một đô thị ở comarca Horta Nord cộng đồng Valencia, Tây Ban Nha. Đô thị này có diện tích 2,74 km², dân số thời điểm năm 2006 là 6883 người. Tên gọi là một từ Ả Rập có nghĩa là nhà máy, chỉ các nhà máy ô liu trước đây. Trong tiếng Tây Ban Nha, thị xã được gọi là 'Almácera'.